# Hieracium merxmuelleri
Hieracium merxmuelleri es una especie de planta con flor del género Hieracium, de la familia Asteraceae, orden Asterales.

## Distribución
Hieracium merxmuelleri se distribuye por España y Córcega.

## Taxonomía
Fue descrita científicamente por B. de Retz.